# Calpis

Logo van Calpis Co., Ltd.

Calpis (Japans: カルピス; Karupisu) is een Japanse frisdrank geproduceerd door Calpis Co., Ltd.. De frisdrank is gemaakt van water, melkpoeder en gefermenteerde melkzuur. Calpis is afkomstig van de Mongoolse koemis, wat ook gemaakt wordt van gefermenteerde melk. De naam is een porte-manteau van calcium en सर पिस (sarpis), wat Sanskriet voor "botersmaak" is. Koolzuurhoudende calpis wordt ook wel calpis soda genoemd.

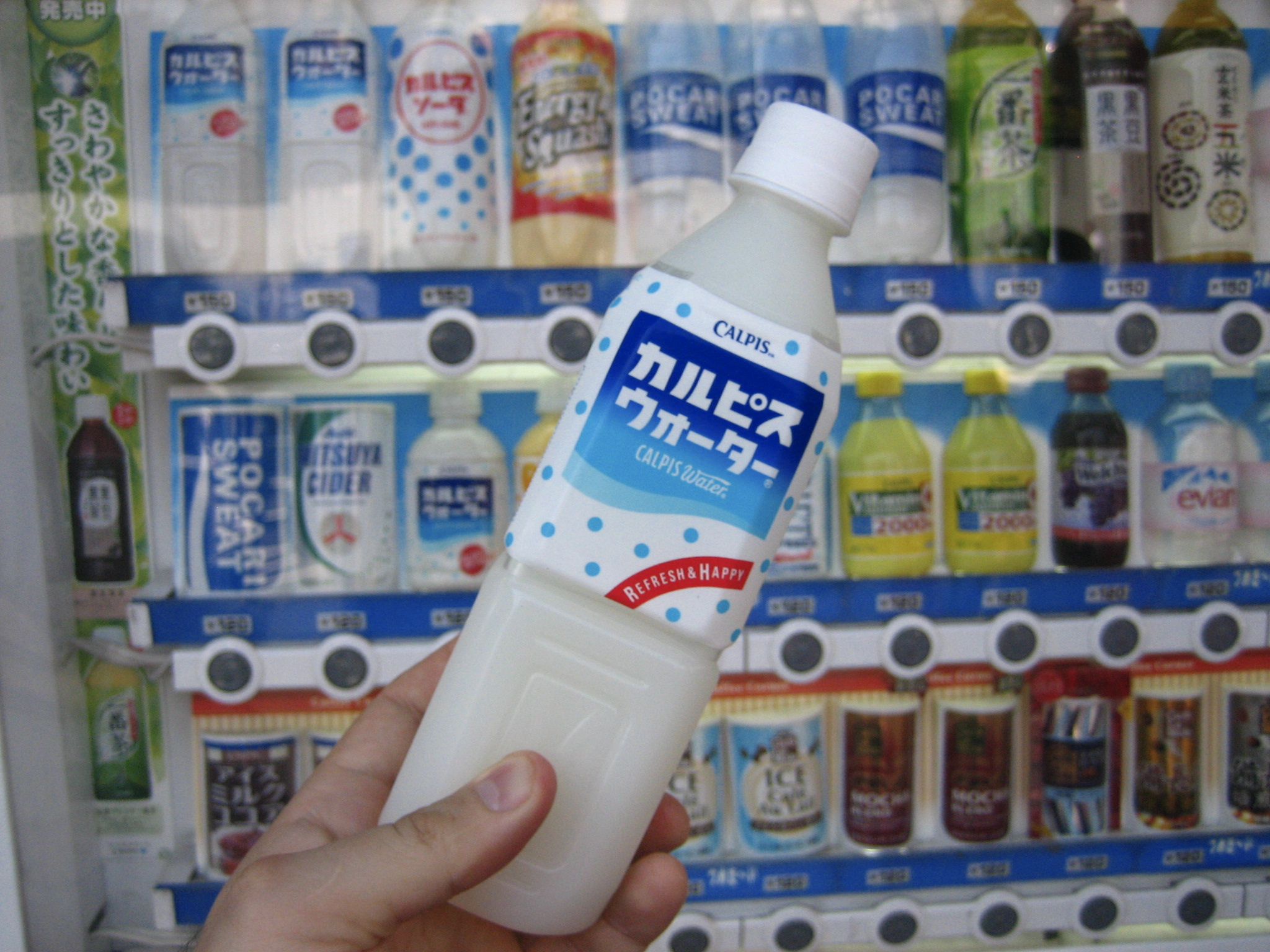
Een flesje Calpis

Calpis verscheen in 1919 en was erg populair in vooroorlogs Japan, omdat het in geconcentreerde vorm lang houdbaar is, ook wanneer er geen koeling aanwezig is.
Het drankje heeft een witte kleur en is erg zoet.